# Niobia
Niobia is een geslacht van neteldieren uit de familie van de Niobiidae.

## Soort
- Niobia dendrotentaculata Mayer, 1900